# Saint-Aigulin
Saint-Aigulin è un comune francese di 1 959 abitanti situato nel dipartimento della Charente Marittima nella regione della Nuova Aquitania.

## Società

### Evoluzione demografica
Abitanti censiti